# Lycochoriolaus
Lycochoriolaus är ett släkte av skalbaggar. Lycochoriolaus ingår i familjen långhorningar.
Kladogram enligt Catalogue of Life:
| Lycochoriolaus | \| \| Lycochoriolaus angustatus \| \| \| \| \| \| Lycochoriolaus angustisternis \| \| \| \| \| \| Lycochoriolaus ater \| \| \| \| \| \| Lycochoriolaus aurifer \| \| \| \| \| \| Lycochoriolaus costulatus \| \| \| \| \| \| Lycochoriolaus lateralis \| \| \| \| \| \| Lycochoriolaus lyciformis \| \| \| \| \| \| Lycochoriolaus mimulus \| \| \| \| \| \| Lycochoriolaus sericeus \| \| \| \| \| \| Lycochoriolaus similis \| \| \| \| \| \| Lycochoriolaus xantho \| \| \| \| |
|                | \| \| Lycochoriolaus angustatus \| \| \| \| \| \| Lycochoriolaus angustisternis \| \| \| \| \| \| Lycochoriolaus ater \| \| \| \| \| \| Lycochoriolaus aurifer \| \| \| \| \| \| Lycochoriolaus costulatus \| \| \| \| \| \| Lycochoriolaus lateralis \| \| \| \| \| \| Lycochoriolaus lyciformis \| \| \| \| \| \| Lycochoriolaus mimulus \| \| \| \| \| \| Lycochoriolaus sericeus \| \| \| \| \| \| Lycochoriolaus similis \| \| \| \| \| \| Lycochoriolaus xantho \| \| \| \| |
|                | Lycochoriolaus angustatus |
|                | |
|                | Lycochoriolaus angustisternis |
|                | |
|                | Lycochoriolaus ater |
|                | |
|                | Lycochoriolaus aurifer |
|                | |
|                | Lycochoriolaus costulatus |
|                | |
|                | Lycochoriolaus lateralis |
|                | |
|                | Lycochoriolaus lyciformis |
|                | |
|                | Lycochoriolaus mimulus |
|                | |
|                | Lycochoriolaus sericeus |
|                | |
|                | Lycochoriolaus similis |
|                | |
|                | Lycochoriolaus xantho |
|                | |